# لایواسکرایب
لایواسکرایب (انگلیسی: Livescribe) شرکت فناوری اطلاعات آمریکایی است، که در سال ۲۰۰۷ تأسیس شد.